# Leif Erichsen
Leif Erichsen (ur. 15 października 1888 w Drammen, zm. 4 marca 1924 tamże) – norweski żeglarz, olimpijczyk, zdobywca srebrnego medalu w regatach na Letnich Igrzyskach Olimpijskich 1920 w Antwerpii.
Na Letnich Igrzyskach Olimpijskich 1920 zdobył srebro w żeglarskiej klasie 6 metrów (formuła 1907). Załogę jachtu Marmi II tworzyli również Einar Torgersen i Andreas Knudsen.